# سورايا ميري
سورايا ميري (بالإنجليزية: Soraya Miré)‏ (مواليد 1961 في مدينة بلدوين)، هي كاتبة ومُخرجة أفلام وناشطة حقوقية صومالية.

## سيرتها الذاتية
وُلدت ثريا ميري في مدينة بلدوين في مُحافظة هيران في الصومال. عند بلوغها لسن ثلاث عشرة سنة، أُجريت لميري عملية ختان الإناث. في سنة 1994، أخرجت فيلما وثائقيا تحت عُنوان (بالإنجليزية: Fire Eyes)‏، عرضت فيه تجربتها الشخصية مع ظاهرة تشويه الأعضاء التناسلية الأنثوية أو ما يُعرف بظاهرة ختان الإناث، كما احتوى الفيلم على مُقابلات أُخرى مع أُناس آخرين.

## أعمالها
| 1994 | عيون النار  | Fire Eyes             | فيلم وثائقي | نعم | نعم | نعم |     |
| 2017 | ختان أمريكي | American Circumcision | فيلم وثائقي |     |     |     | نعم |

## روابط خارجية
سورايا ميري على موقع IMDb (الإنجليزية)